# 吉見正頼
吉見 正頼（よしみ ただより/まさより）は、戦国時代から安土桃山時代にかけての武将。石見国鹿足郡津和野の三本松城を本拠とした国人・吉見氏の当主。大内氏、毛利氏の家臣。

## 出自
石見国の国人である石見吉見氏は、鎌倉幕府初代将軍・源頼朝の弟・範頼を遠祖とする清和源氏の支流・吉見氏の傍流にあたる。

## 生涯
永正10年（1513年）、吉見頼興の五男として誕生。
当初は出家して石見国鹿足郡津和野の興源寺で僧籍にあったが、天文9年（1540年）、父より家督を継いでいた兄・隆頼が不慮の死を遂げたため還俗して家督を継ぎ、隆頼の正室であった大宮姫（大内義隆の姉）を娶った。正頼は清廉な人物で、大内義隆から厚く信任を受けた。
天文19年（1550年）4月、長年所領の境界を争ってきた益田藤兼が一本松城や下瀬城を攻めてきたため、これを撃退した。
天文20年（1551年）8月、大内義隆の密使として相良武任が正頼の許に訪れる。そして9月1日には義隆が重臣の陶隆房の謀反によって討たれる（大寧寺の変）。陶氏と吉見氏は同じ大内家臣でありながら応仁の乱以来の仇敵であった。加えて隆房は、当時正頼と領地を巡って争っていた益田藤兼の従兄であり、隆房自身も益田氏側に味方をしていたことから、正頼は反隆房の急先鋒として挙兵する。また、密かに安芸国の毛利元就と交渉して決起を促した。しかし義隆は家臣同士の争いを好まなかった。
天文23年（1554年）、大内軍による総攻撃を受けて三本松城に籠城するが、最終的には子・広頼を人質に出し講和する（三本松城の戦い）。
弘治3年（1557年）、元就の防長経略に際しては毛利軍と同調して山口に侵攻、長門国阿武郡にある渡川城から大内軍（野上房忠の軍勢）を排除して山口北部の宮野口へ迫り、山口を陥落させた。同年、大内氏が滅ぶと元就の家臣となり、石見吉賀郡、長門阿武郡、厚東郡、周防国佐波郡内に所領を持った。元就も義隆同様、正頼の清廉な性格を厚く信頼した。
元亀2年（1571年）6月14日に毛利元就が死去した後は、後を継いだ嫡孫・毛利輝元の補佐を吉川元春から依頼されている。
天正9年（1582年）、備中国高松城への出陣を最後に、家督を子・広頼に譲って長門阿武郡指月城に隠居。
天正16年（1588年）5月22日または閏5月22日に同地で死去した。享年76。指月城下に葬られたが、のちに長門阿武郡大井村串山麓に改葬された。